# Municipiile Republicii Moldova
Municipiul (din latină municipium) este o unitate teritorial-administrativă a Republicii Moldova, care reprezintă prin sine un oraș cu statut special. Un astfel de statut posedă următoarele orașe: Chișinău, Tiraspol, Bălți, Bender, Comrat, Cahul, Ungheni, Soroca, Orhei, Ceadîr-Lunga, Edineț, Hîncești și Strășeni.

## Lista municipiilor
| Nr. | Municipiu    | Populație (rec. 2004) |
| --- | ------------ | --------------------- |
| 1   | Chișinău     | 712218                |
| 2   | Tiraspol     | 144199                |
| 3   | Bălți        | 127561                |
| 4   | Bender       | 103151                |
| 5   | Cahul        | 35388                 |
| 6   | Ungheni      | 32530                 |
| 7   | Soroca       | 28362                 |
| 8   | Orhei        | 25641                 |
| 9   | Comrat       | 23327                 |
| 10  | Ceadîr-Lunga | 19401                 |
| 11  | Strășeni     | 18320                 |
| 12  | Edineț       | 15624                 |
| 13  | Hîncești     | 15281                 |

## Statutul de municipiu
Legea cu privire la structura teritorial-administrativă a Republicii Moldova care a intrat în vigoare pe 29 ianuarie 2002 formula următoarea semnificație a statutului de municipiu:
- Municipiul este o localitate de tip orășenesc, care joacă un rol deosebit în viața economică, social-culturală, științifică, politică și administrativă a țării, ce posedă o bună bază industrială și comercială, instituții de învățămînt superior, centre culturale și de ocrotire a sănătății.

Conform legii municipiile fac parte din unitățile teritorial-administrative de primă speță (de nivel inferior), alături de orașe, sate și comune. Dar spre deosebire de celelalte unități de primă speță, municipiile nu fac parte din unitățile teritorial-administrative de speța a doua (de nivel superior), numite Raioane. Cu toate acestea municipiul Comrat intră în componența unității autonome Găgăuzia.
Găgăuzia este o unitate teritorial-administrativă cu statut special (autonom) și nu face parte din unitățile de speța 1 și 2.
Municipiul Chișinău este capitala Republicii Moldova.

## Componența
În componența municipiului pot intra alte unități teritorial-administrative de prima speță: orașe, sate și comune. Astfel în componența municipiului Chișinău intră 6 orașe și 22 sate (din care 22 sate sunt unite în 8 comune, altele 2 intră în componența unuia din orașe). În componența municipiului Bălți - 2 sate, municipiul Bender - un sat. Municipiile Tiraspol și Comrat nu includ alte localități.

## Organele de conducere
Organul de conducere al municipiului este consiliul municipal și primarul (în Chișinău primar general). Localitățile ce fac parte din cadrul municipiului au primăriile sale locale care sunt coordonate de consiliul municipal. Consiliul municipal e alcătuit din consilieri aleși pentru patru ani. Numărul de consilieri depinde de numărul de locuitori ai municipiului. Astfel Chișinăul are 51 de consilieri, iar orașul Bălți are 35.

## Istorie

### 1995—1998
Primile municipii în Republica Moldova au apărut în 1995. Acest statut l-au primit doar 4 localități: Chișinău, Tiraspol, Bălți și Bender.

### 1998—2002
În 1998 în Moldova a avut loc o reformă teritorial-administrativă și anume a avut loc trecerea la județe. A avut loc modificarea statutului de municipiu și a fost mărit numărul acestora. Astfel numărul municipiilor a fost majorat până la 14: Chișinău, Tiraspol, Bălți, Bender, Comrat, Cahul, Rîbnița, Orhei, Soroca, Ungheni, Dubăsari, Hîncești, Edineț, Căușeni, Taraclia.

### 2002-prezent
În 2002 odată cu venirea la putere a Partidului Comunist a avut loc o trecere inversă de la județe la raioane, iar numărul municipiilor a fost micșorat până la cinci: Chișinău, Tiraspol, Bălți, Bender, Comrat.
După ce în 2009 Coaliția Pro-Europeană a câștigat alegerile legislative, Republica Moldova a început un traseu către aderarea la Uniunea Europeană. Astfel, în iulie 2014 a fost aprobat în primă lectură proiectul de lege privind conferirea statului de municipiu orașelor Cahul, Orhei, Soroca și Ungheni. De asemenea, s-a propus susținerea ideii atribuirii statutului de municipiu orașelor Edineț, Hîncești și Cimișlia. Pe 3 noiembrie 2016 modificarea a fost definitivată oficial, când parlamentul a adoptat în lectura a doua un proiect de lege care conferă statut de municipiu orașelor: Cahul, Edineț, Hîncești, Orhei,
Soroca, Ungheni, Strășeni și Ceadâr-Lunga.